# قصر ماتينيون

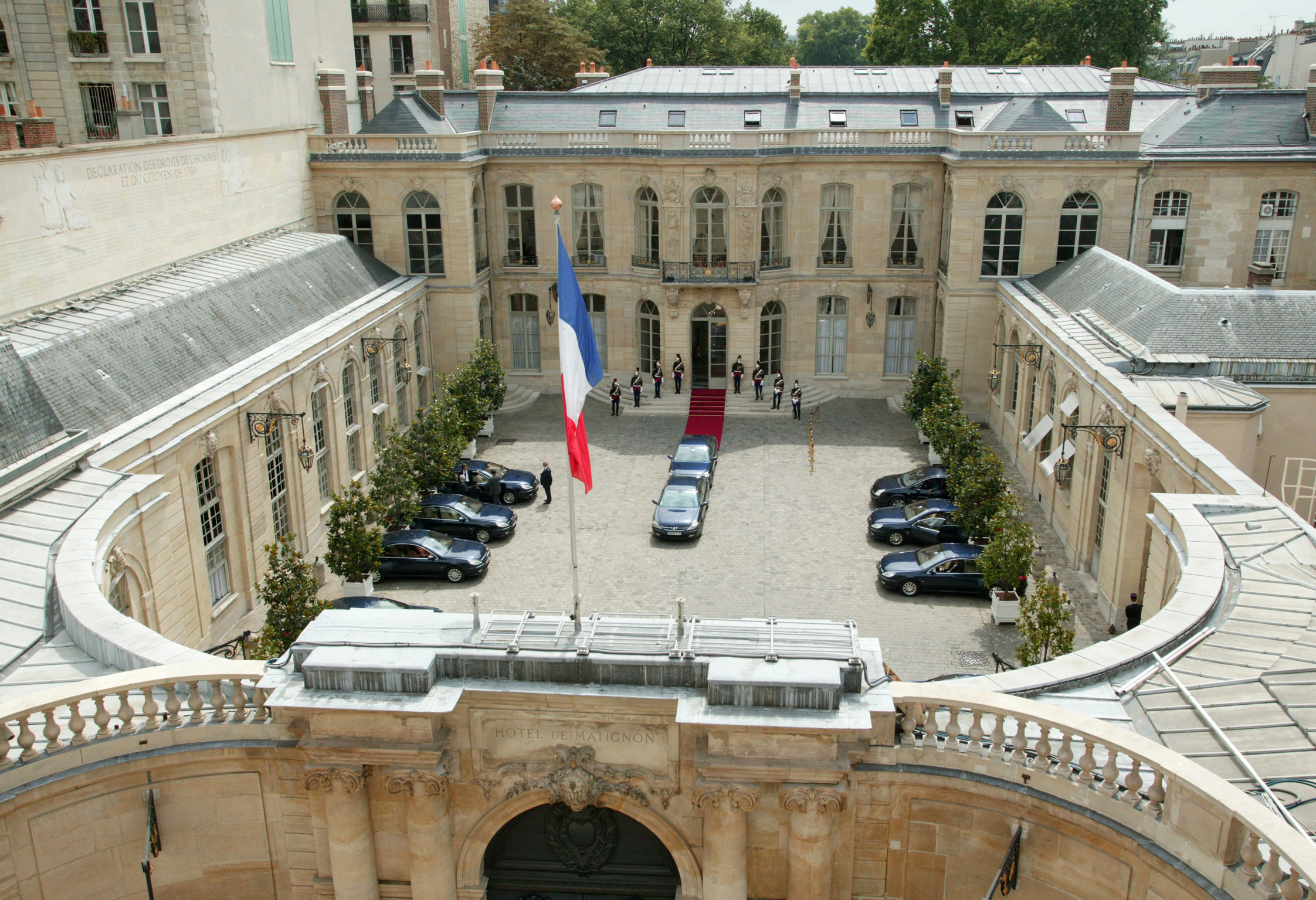
قصر ماتينيون

قصر ماتينيون أو ببساطة فندق ماتينيون بالفرنسية (Hôtel de Matignon)، يقع على الرقم 57 في شارع دي فارين في الدائرة السابعة بباريس، هو المقر الرسمي ومقر عمل رئيس الحكومة الفرنسية منذ عام 1935 (رئيس الوزراء مجلس الوزراء ورئيس). وهو قصر من القرن الثامن عشر امتُلك من قِبَل عدة أسر أرستقراطية، بما في ذلك أسرة ممورنسي وبعض المشاهير قبل أن يتم مصادرته ومن ثم شراؤه من قبل الدولة الفرنسية في عام 1922م.

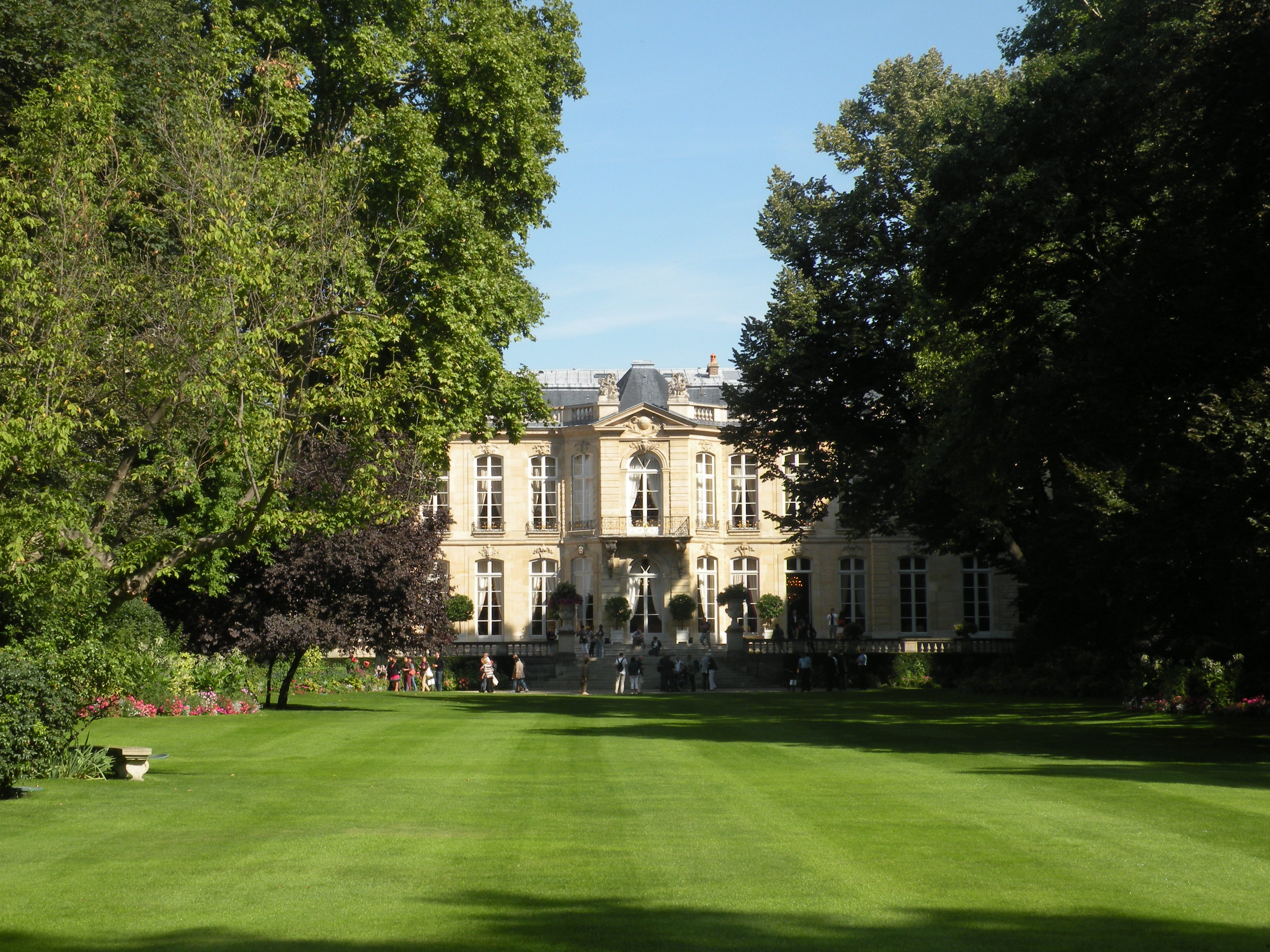
واجهة القصر المطلة على الحديقة الداخلية

## تاريخ القصر
تم بناء القصر بناء على أمر من كريستيان لويس دي ممورنسي دولوكسمبورغ، أمير تينجري، الذي طلب من المهندس المعماري جان كورتون كان ذلك في عام 1722 وعلى أرض كان قد تم شراؤها في 1719. لكن أعمال البناء كانت أكثر تكلفة مما كان متوقعاً، واضطر أمير تينجري لبيع الفندق الذي كان على وشك الانتهاء لجاك غويون III (سيد ماتينيون في 23 يوليو، 1723. وعند اقتناء المالك الجديد أزال العقد مع المهندس جان كورتون، لأنه اشتبه في خيانة الأمانة، لكنه أبقى له على وظيفة امهندس معماري حتى الأشهر الأولى من 1724.

## القصر كمقر للحكومة
أصبح مقرا للسفارة النمساوية، ووضع الفندق تحت الحراسة أثناء الحرب العالمية الثانية، وفي عام 1922 تمكنت فرنسا شرائه. الفندق هو مقر لهيئات التحكيم المختلطة التي وضعتها معاهدة فرساي.
وبالإضافة إلى الفنادق والمباني الملحقة به، والحديقة (الأكبر في باريس) وجناح الموسيقى الموجود في الجزء السفلي منه، وتصنف على أنها المعالم التاريخية بأمر مؤرخ بـ 3 يناير 1923.
في 25 آب 1944، وبعد تحرير باريس، اتخذه إيفون موراندا وحده مع زوجته كلير كمقر له تحت اسم الحكومة المؤقتة.
في أعقاب الحرب العالمية الثانية، انتقل الجنرال ديغول إلى ماتينيون حيث ترأس، يوم 9 سبتمبر 1944، أول مجلس وزراء في باريس الحكومة المؤقتة للجمهورية .
مع الجمهورية الخامسة، لا يزال المقر الرسمي لرئيس الحكومة، على الرغم من أنه تم استبدال لقب رئيس مجلس الوزراء إلى رئيس الوزراء.

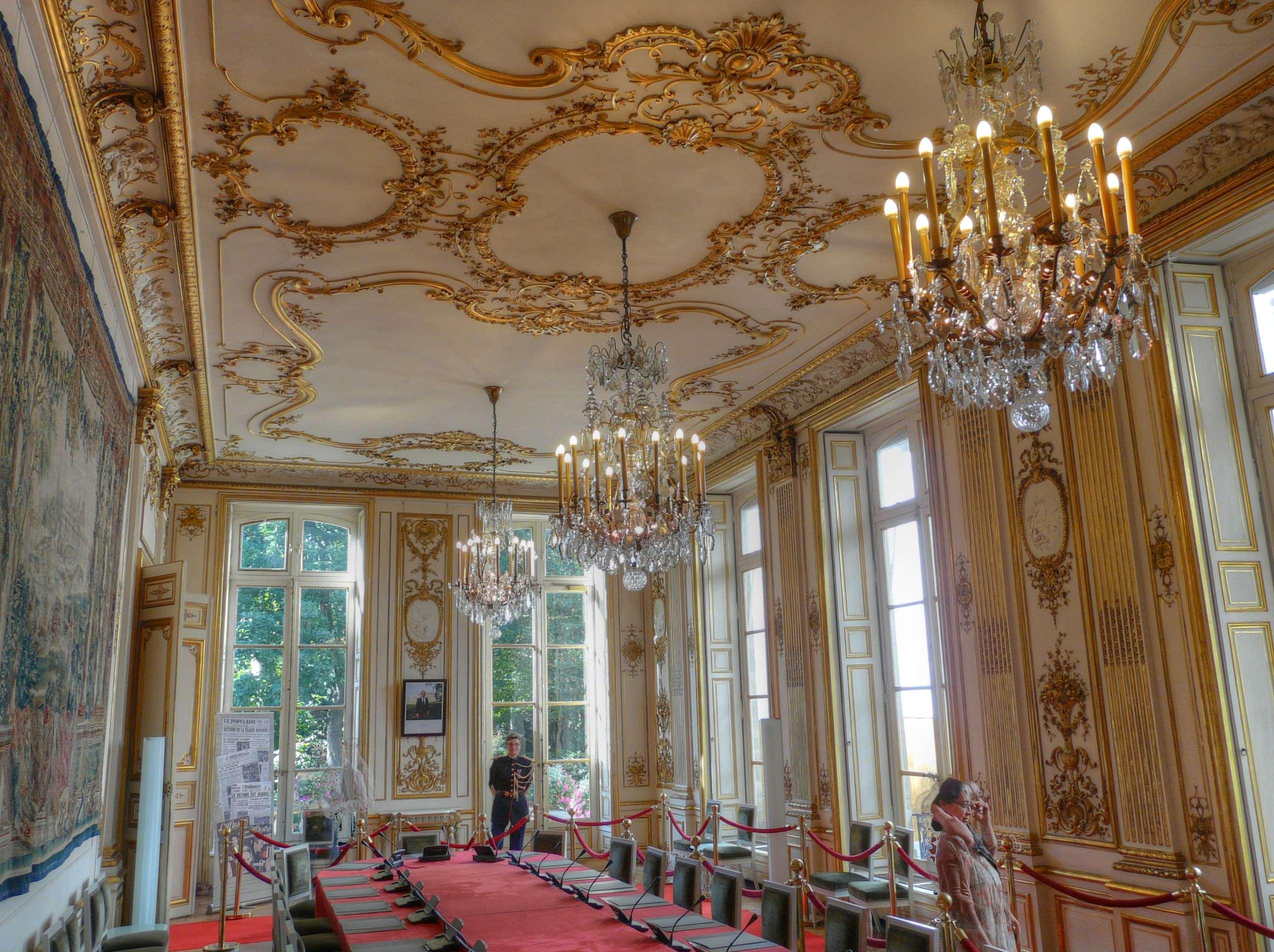
قاعة اجتماعات مجلس الوزراء

## الحديقة الداخلية
ويضم الفندق في الجزء الخلفي حديقة بمساحة ثلاثة هكتارات، صممت في عام 1902 من قبل أتشيل دوشين، وهي أكبر حديقة خاصة في باريس قبل حديقة قصر الإليزيه والحديقة العامة لمتحف رودان (فندق بيرون سابقاً)؛ فهو يجمع بين المنظور «الفرنسي» والزراعة «الإنجليزية».
في يناير 2013، افتتحت الجديقة للجمهور في يوم السبت الأول من كل شهر، والذخول يكون من مدخل في 36 شارع دو بابلون، ولكن تم إلغاء هذا الافتتاح وكذلك فتح قصر الاليزيه في وقت لاحق بسبب هجمات باريس 2015.
هناك مئات من الأنواع المختلفة من النباتات. منذ رايمون باغ، الذي غرس قيقب سكري، كل رئيس حكومة، باستثناء جاك شيراك، يزرع شجرة عند وصوله إلى هذا القصر (الاشجار التي زرعها لوران فابيوس وميشال روكار ماتت في عام 2016).